# Banu Xayban
Els Banu Xayban ibn Thàlaba (àrab: بنو شيبان بن ثعلبة, Banū Xaybān b. Ṯaʿlaba) foren una tribu àrab, una de les principals originada en els Bakr ibn Wàïl.

## Història
Un dels grups de la tribu es va establir a Egipte i va donar nombrosos grans poetes. La part principal va restar a la part occidental de Mesopotàmia des del golf Pèrsic a la Jazira, estenent-se al nord vers el Diyar Bakr i Diyar Rabia, i fins a Armènia i Azerbaidjan. Petits grups van anar al Khurasan.
Un cap tribal, Xahib ibn Yazid aix-Xaybaní va defensar les doctrines kharigites i va dirigir una revolta dels àrabs de Diyar Bakr i Diyar Rabia, atacant Kufa, però el 697 es va ofegar quan fugia de les tropes omeies dirigides pel general al-Hajjaj ibn Yússuf. Un membre de la tribu, Abu Dawud Khalid ibn Ibrahim al-Dhuli al-Shaybani, fou un dels lloctinents d'Abu-Múslim (meitat del segle VIII). Al-Dahhak ibn Kays al-Shaybani va dirigir també un moviment kharigita el 745 a la regió de Kufa, però fou derrotat i mort el 746. Maan ibn Zaya al-Shaybani que li va donar suport, va aconseguir el perdó lluitant pel califa abbàssida al-Mansur contra els rebels rawandiyya, i va morir en lluita contra els kharigites. Un mawla de la tribu, Issa, es va revoltar amb 50 homes contra al-Mansur que va enviar contra ell a Ziyad ibn Mushkan un mawla dels Banu Mazin, que el va matar amb els seus companys. Yazid ibn Mazyad (mort el 801) fou governador de l'Azerbaidjan i va combatre contra els khurramites a Armènia; sota el califa al-Hadi va lluitar contra la revolta iraniana al Tabaristan de Wandad-Hurmuzden i en temps d'Harun al-Rashid va combatre i matar el també Banu Xayban kharigita al-Walid ibn Tàrif aix-Xarí (795); també va lluitar contra els khàzars que feien incursions fins a Armènia; el seu germà Ahmad ibn Mazyad al-Shaybani, dels Banu Xayban del Diyar Rabia, fou general d'al-Mamun en la guerra contra al-Amín, quan va marxar en el seu ajut al front d'un contingent de 20.000 àrabs. El 812/813 Khàlid ibn Yazid, fill del governador de l'Azerbaidjan, fou enviat per al-Mamun a Egipte amb un contingent de rabiïtes contra Ubayd-Al·lah ibn as-Sarí; el seu germà Abd-Al·lah ibn Yazid, va fer una expedició (831/832) a la regió de la Gharbiyya a Egipte.
Issa ibn Xaykh apareix esmentat per primer cop el 848, sent prefecte de Ramla a Palestina el 865, governant després Damasc i finalment d'Armènia on va restar fins a la seva mort el 882/883. El seu fill Àhmad ibn Issa el va succeir i va dominar el Diyar Bakr, Taron i l'Arzanene (Arzan); va combatre en nom del califa als membres de la seva pròpia tribu que eren kharigites a la Djazira i a Mossul. Va morir el 898 i el va succeir el seu fill Muhàmmad ibn Àhmad; el 899 el califa va decidir recuperar el control del Diyar Bakr i va enviar una expedició que va dirigir personalment acompanyat del seu fill el futur al-Muktafi; Amida fou assetjada de l'abril al juny del 899. Finalment l'emir va demanar l'aman que fou concedit i fou enviat en residència a un palau de Bagdad. Fou el darrer membre de la dinastia xaibànida que va tenir poder; fou un poeta notable. Vegeu Xaibànides i les biografies dels tres emirs per un relat més detallat.
La tribu deixa gairebé de ser esmentada al segle xi. La seva darrera menció la fa Ibn al-Athir el 1107/1108 quan uns guerrers de la tribu van morir lluitant al costat de Sadaka ibn Mazyad al-Asadi al baix Iraq.